# Quercus acherdophylla
Quercus acherdophylla — вид дубів, ендемік Мексики.

## Морфологічна характеристика
Дерево до 20 м заввишки. Стовбур до 1.5 м в діаметрі. Кора спочатку гладка, стає борознистою. Листки 3–8 × 1–3 см, еліптичні, еліптично-ланцетні чи довгасті, приблизно в 3 рази довші за ширину; верхівка від гострої до закругленої, зі щетинками; основа округла чи тупа чи клиноподібна; край цілісний, товстий, плоский чи злегка хвилястий, без зубців; верх темно-блискучий зелений, безволосий чи з невеликою кількістю зірчастих і багатопроменевих трихом на середній жилці; низ тьмяний, з пучками багатопроменевих трихом в пазухах і вздовж середньої жилки, особливо біля основи; ніжка листка 3–5 мм завдовжки, стає безволосою; молоді листки волохаті й привабливо бронзові. Цвіте у квітні. Жолудь майже кулястий, 0.6–1 см в діаметрі; поодиноко на короткій 3–11 мм квітконіжці; чашка неглибока, охоплює 1/2 або 1/3 горіха; дозрівання через 1 рік у жовтні-листопаді.

## Поширення
Мексика, Східна Сьєрра-Мадре (Ідальго, Пуебла, Оахака, Веракрус); 1500–2500 м; населяє вологий дубовий ліс, хмарні ліси та прибережні ліси